# ISO 39001
ISO 39001 es una familia de normas sobre gestión de la seguridad vial. El propósito de la norma ISO 39001:2013 es proporcionar principios y directrices para implantar un sistema de seguridad Vial, esta norma puede y deberá implantarse en un sistema de Gestión Integrado con la Norma ISO 9001:2015 o la norma que la sustituya.
Se caracteriza por basarse en cuatro factores principales, los cuales son:
- Factor Humano
- Factor Vehículo
- Factor Vía
- Aspectos Administrativos

Su propósito principal al ser implantada e evitar accidentes, muertes y lesiones de tráfico graves
Las empresas que suelen implantar esta norma son empresas de transporte, principalmente terrestre, sin embargo puede aplicar también a ferroviarias, por tal motivos empresas de transporte de personal, empresas de giro logístico, empresas de alimentos con fuerte presencia en el mercado como Grupo Bimbo, empresas aduaneras, empresas de transporte de escolares, empresas de mudanzas y empresas de transportación de residuos y desechos, son las que suelen certificarse en esta norma.

## Estructura
Su estructura esta marcada por el Anexo S.L. y que es el que va a regir los desarrollos normativos de la ISO 9001, ISO 14001, ISO 45001. etc.
Su estructura es la siguiente:
1. Objeto y campo de aplicación: La norma comienza aportando unas orientaciones sobre el uso, finalidad y modo de aplicación de este estándar.
2. Referencias normativas: Actualmente no incluye ninguna referencia a otros documentos para la interpretación de la norma ISO 39001.
3. Términos y definiciones: Describe la terminología aplicable a este estándar.
4. Contexto de la organización: incluye los requisitos relacionados con el conocimiento de la organización y de su contexto, la comprensión de las necesidades y expectativas de las partes interesadas y la determinación del alcance del Sistema de Gestión de la Seguridad Vial.
5. Liderazgo: La dirección de la organización debe cumplir con los requisitos expuestos en este apartado, entre los que destacamos: definir la política, garantizar que están definidas las responsabilidades y autoridades, asegurar el compromiso de todos sus empleados y liderar el proceso de implementación y mantenimiento de la norma en la organización, etc.
6. Planificación: Contiene los requisitos relacionados con las acciones para tratar riesgos y oportunidades, los factores de desempeño en Seguridad Vial y los objetivos y planificación necesaria para alcanzarlos.
7. Soporte: Hace referencia a la comunicación, información documentada, competencia, recursos y coordinación, entre otros, necesarios para el buen funcionamiento del sistema de gestión.
8. Operación: Este apartado se centra en la planificación y control operacional y la preparación y respuesta a las emergencias.
9. Evaluación del desempeño: Respecto al contenido de otras normas, la norma ISO 39001 introduce específicamente la investigación de accidentes de tráfico y otros incidentes de tráfico, ya que es materia única ligada a la temática de la norma.
10. Mejora: esta última sección se centra en los requisitos que ha de afrontar la organización respecto a no conformidades y en la necesidad de mejorar de forma continua el Sistema de Gestión de la Seguridad Vial.

## Certificación
Para certificarse en la norma ISO 39001, que establece los requisitos para un sistema de gestión de la seguridad vial (SGSV), se deben seguir ciertos pasos:
1.  Preparación y comprensión:
- Familiarizarse con los requisitos de la norma ISO 39001 y cómo se aplican a las operaciones y actividades de la organización.
- Realizar una evaluación interna exhaustiva para identificar cualquier brecha entre los requisitos de la norma y las prácticas actuales en seguridad vial.

2. Implementación del sistema de gestión de seguridad vial (SGSV):
- Desarrollar e implementar un sistema de gestión de seguridad vial en la organización, asegurándose de que todos los requisitos de la norma se cumplan de manera efectiva.
- Asegurarse de que se documenten adecuadamente los procedimientos, políticas y registros necesarios según lo establecido por la norma.

3. Auditoría interna:
- Realizar auditorías internas regulares para evaluar la efectividad del sistema de gestión de seguridad vial y verificar el cumplimiento de los requisitos de la norma ISO 39001.

4. Preparación para la auditoría de certificación:
- Contratar a un organismo de certificación acreditado para llevar a cabo la auditoría de certificación. Es importante elegir un organismo de certificación reconocido y competente.
- Preparar toda la documentación requerida para la auditoría de certificación, incluyendo políticas, procedimientos, registros, resultados de auditorías internas, entre otros.

5. Auditoría de certificación:
- El organismo de certificación realizará una auditoría exhaustiva para evaluar el cumplimiento de la organización con los requisitos de la norma ISO 39001.
- Durante la auditoría, se revisarán los documentos, procesos, registros y se llevarán a cabo entrevistas con el personal relevante para verificar la implementación efectiva del sistema de gestión de seguridad vial.

6. Acciones correctivas:
- En caso de que se identifiquen no conformidades durante la auditoría de certificación, se deben tomar acciones correctivas para abordar estas no conformidades.

7. Obtención de la certificación:
- Si la organización cumple con los requisitos de la norma ISO 39001 después de la auditoría, el organismo de certificación otorgará la certificación.

Es fundamental mantener el compromiso con la mejora continua una vez que se ha obtenido la certificación para la norma ISO 39001. La certificación implica un compromiso continuo para mantener y mejorar el sistema de gestión de seguridad vial, así como para cumplir con los requisitos de la norma a lo largo del tiempo.